# 바이트 (잡지)

바이트(Byte 또는 BYTE)는 광범위한 편집 범위로 인해 1970년대 후반과 1980년대 전반에 걸쳐 영향력을 발휘한 마이크로컴퓨터 잡지였다.
바이트는 최초의 개인용 컴퓨터가 전자 잡지 뒷면에 키트 광고로 등장한 직후인 1975년에 시작되었다. 바이트는 매월 발행되었으며 초기 연간 구독료는 $10이다. 많은 잡지가 특정 시스템이나 가정 또는 기업 사용자의 관점을 다루는 반면, 바이트는 "소형 컴퓨터 및 소프트웨어" 전체 분야의 개발을 다루고 때로는 슈퍼컴퓨터 및 고신뢰성 컴퓨팅과 같은 다른 컴퓨팅 분야도 다루었다. 사용자 중심이 아닌 기술적인 세부 사항을 포함하여 심층적인 범위를 다루었다.
이 회사는 1979년에 맥그로힐(McGraw-Hill)에 인수되었으며, 이는 대규모 출판사에서 초기 컴퓨터 잡지의 대부분을 빠르게 구매하게 되는 분수령이 되었다. 이 무렵 잡지는 좀 더 진지한 저널과 같은 분위기를 띠게 되었고 스스로를 "소규모 시스템 저널"이라고 부르기 시작했다. 영향력 있는 출판물이 되었다. 바이트는 1981년 팰로앨토 연구소가 스몰토크를 홍보하기 위해 사용한 매체로 선정되었다.
많은 일반 잡지와 마찬가지로 바이트도 1990년대 광고 매출 감소로 인해 어려움을 겪었다. 맥그로힐의 출판 부문은 1998년 5월 CMP 미디어에 매각되었고, 새로운 소유자는 즉시 잡지 부문의 거의 모든 사람을 해고하고 이미 완성된 7월판으로 출판을 종료했다. 관련 웹사이트는 계속해서 한 달에 60만 페이지뷰를 기록했고, 소유자는 1999년에 순수 온라인 형식으로 잡지를 다시 열었다. 이 잡지는 2009년까지 온라인 출판물로 계속 운영되다가 폐쇄되었지만 2011년에 다시 부활했다. 그 후 2013년에 완전히 폐쇄된다.